# Sean Mackin
Sean Michael Wellman, meglio conosciuto come Sean Mackin (ʃɔn 'mækɪn) (Denver, 30 aprile 1979), è un violinista statunitense.
È stato membro degli Yellowcard. È il membro che differenzia la band da molti altri gruppi rock, in quanto suona uno strumento raro nel punk rock e in altri generi moderni, anche se per sua ammissione spera che non sia questa l'unica differenza che la gente riscontra tra gli Yellowcard ed altre band nel loro genere. È l'unico membro originale del gruppo rimasto.

## Carriera
Inizia a suonare il violino attorno ai 5 anni su pressione della madre, anche lei violinista (e pianista), e forma inizialmente un gruppo folk chiamato String Soup assieme all'amico Ben Harper. Nel 1997, all'età di 17 anni, inizia a suonare con gli Yellowcard assieme a Harper ed altri amici e compagni che come lui frequentavano la Douglas Anderson School of the Arts di Jacksonville, sebbene il suo nome non compaia fra i crediti del primo album della band, Midget Tossing. Dopo il diploma ottiene una borsa di studio per l'iscrizione alla Florida State University, ma decide di abbandonare gli studi per seguire la propria carriera musicale. In seguito a questa decisione ha affermato che lui e sua madre non si sono parlati per alcuni mesi, perché lei voleva che il figlio proseguisse gli studi. Una volta visto il successo ottenuto dalla band, comunque, i due si sono riconciliati.
Con l'arrivo nel 2000 nel gruppo del nuovo cantante Ryan Key, la band si trasferisce in California ed ottiene il suo primo vero contratto discografico, con l'etichetta indipendente Lobster Records che pubblica il terzo album della band, One for the Kids, nel 2001. Nello stesso anno suona il violino nella canzone Back and Forth dei Craig's Brother (la band in cui suonava Ryan Key prima di raggiungere gli Yellowcard) e lavora nel frattempo come cameriere presso Chili's per mantenersi. Nel 2002 gli Yellowcard hanno la grande occasione di firmare con una major, la Capitol Records, che pubblica il quarto album della band, Ocean Avenue. L'album riscuote un grandissimo successo, arrivando a vendere più di 2,5 milioni di copie ottenendo il doppio disco di platino negli Stati Uniti e diventando uno dei più influenti album nel pop punk del decennio. In questo periodo Sean fa apparizioni nell'album Discovering the Waterfront dei Silverstein (2005) suonando il violino nella canzone omonima e nel 2006 in The Energy degli Over It, dall'album Step Outside Yourself.
Durante la pausa che la band ha preso tra il 2008 e il 2010, ha aperto una concessionaria di automobili, e ha poi detto che ha guadagnato più soldi facendo quel lavoro di quanti ne abbia guadagnati in media facendo il musicista.
Nel 2012, nel corso del Warped Tour, ha partecipato al progetto Band Happy, dando lezioni gratuite di canto e violino ai fan che si erano iscritti. Ha suonato il violino per le versioni acustiche di Somewhere in Neverland e The Reckless and the Brave, contenute nella riedizione del 2013 di Don't Panic degli All Time Low.
Tra la musica che più l'ha influenzato, Sean ha menzionato Bach, di cui apprezza la passione ed anche le atmosfere a volte cupe. Una sua caratteristica durante le performance live è quella di esibirsi in un salto mortale all'indietro a un certo punto del concerto.

## Vita privata
Sean è per metà irlandese (da parte del padre) e per metà giapponese (Paese di nascita di sua madre), come si può notare dai suoi tratti somatici. Ha un fratello più piccolo di lui. Nato a Denver, si è poi trasferito nel New Jersey con la famiglia all'età di 12 anni e successivamente in Florida, dove ha conosciuto gli altri membri degli Yellowcard.
Si è sposato il 13 giugno 2009 con l'infermiera Cat Halzle, conosciuta 5 anni prima, con cui vive a Seattle. Il 24 febbraio 2014 la coppia ha annunciato di aspettare per settembre il primo figlio. Madelyn Anne Mackin nasce il 6 settembre.
Tifa per la squadra di football americano dei Denver Broncos, e nel 2013 ha partecipato come "capogruppo" al torneo di fantafootball organizzato per beneficenza dal sito Absolutepunk.net, scegliendo Skate for Cancer e WellSpring come organizzazioni a cui devolvere l'eventuale vincita finale. Lo stesso ha fatto per l'edizione 2014.
Il 27 dicembre 2011 gli è stato diagnosticato un tumore alla tiroide ed è stato sottoposto ad alcuni interventi chirurgici per l'asportazione della tiroide e circa 50 linfonodi a febbraio. L'11 giugno ha comunicato con un messaggio sul sito ufficiale degli Yellowcard che le sue condizioni sono buone e che si sta riprendendo pienamente dopo i vari interventi. In questo periodo, non aveva comunque smesso di suonare live e lavorare con la band alla creazione dell'album Southern Air. I suoi fan, appresa la notizia, hanno dato vita ad un progetto chiamato "Strong for Sean", che vendendo online braccialetti recanti il nome del progetto, raccoglie fondi da destinare all'American Cancer Society, oltre a dimostrare il proprio sostegno al violinista. Dopo soli due mesi, i braccialetti venduti erano già più di 800 in tutto il mondo. Il 3 marzo 2013 i gestori del progetto hanno comunicato di aver raccolto 1.700$, che verranno interamente devoluti per la ricerca contro i tumori.

## Discografia

### Album in studio
- 1997 – Midget Tossing
- 1999 – Where We Stand
- 2001 – One for the Kids
- 2003 – Ocean Avenue
- 2006 – Lights and Sounds
- 2007 – Paper Walls
- 2011 – When You're Through Thinking, Say Yes
- 2011 – When You're Through Thinking, Say Yes (Acoustic)
- 2012 – Southern Air
- 2013 – Ocean Avenue Acoustic
- 2014 – Lift a Sail
- 2016 – Yellowcard

### Album dal vivo
- 2004 – Sessions@AOL
- 2008 – Live from Las Vegas at the Palms

### Raccolte
- 2011 – Greatest Hits
- 2011 – Greatest Hits Tour Edition